# Jean Duval
Pour les articles homonymes, voir Duval.
Jean Duval dit Monsieur de Babylone puis Bernard de Sainte Thérèse  (Clamecy, 22 avril 1597-Ispahan, 10 avril 1669), est un orientaliste et prélat catholique français.

## Biographie
Ordonné prêtre dans l'ordre des Carmes déchaux, il devient le 16 août 1638 évêque de Bagdad et le 25 septembre 1638 d'Ispahan, poste qu'il conservera jusqu'à sa mort.
En 1663, il est l'un des fondateurs du séminaire des Missions étrangères de Paris, à qui il légua à sa mort cinquante volumes de sermons ainsi qu'un Dictionnaire des langues turque, grecque, arabe, persane. L'établissement est installé 128 rue du Bac et longe une voie qui prend le nom de rue de Babylone en 1673 pour lui rendre hommage.